# 웅천초등학교 (경남)
웅천초등학교는 대한민국 경상남도 창원시에 있는 공립 초등학교이다.

## 학교 연혁
- 1906년 3월 10일 사립개통학교 인가
- 1917년 4월 14일 웅천공립보통학교(4년제) 개교(개통학교, 숙명의숙 병합)
- 1922년 4월 1일 6년제 인가
- 1938년 4월 1일 웅천동공립심상소학교로 개칭
- 1941년 4월 1일 웅천동공립국민학교로 개칭
- 2006년 10월 29일 개교 100주년 기념행사
- 2008년 8월 29일 웅천곰내관(체육관) 개관
- 2009년 8월 31일 웅천역사체험관 개관
- 2012년 3월 1일 수도분교장 병합
- 2014년 3월 1일 연도분교장 병합
- 2015년 3월 1일 명동분교장 병합

## 참고 자료
- 웅천초등학교 - 한국교육학술정보원 학교알리미